# Келдійорова Дійора Бахтієрівна
Келдійорова Дійора Бахтієрівна (13 липня 1998 , Джума, Самаркандська область ) — узбецька дзюдоїстка, олімпійська чемпіонка 2024 року, призерка чемпіонатів світу.

## Виступи на Олімпіадах
| Олімпіада  | Дисципліна | Місце |
| ---------- | ---------- | ----- |
| Токіо 2020 | до 52 кг   | 17=   |
| Париж 2024 | до 52 кг   | 1     |